# Hartmanns bergzebra
De Hartmanns bergzebra (Equus zebra hartmannae) is een van de twee ondersoorten van de bergzebra. De Hartmanns bergzebra leeft in zuidwestelijk Angola en westelijk Namibië. Hartmanns bergzebra's leven in kleine groepen van zeven tot twaalf individuen. Ze zijn behendige klimmers en kunnen in droge omstandigheden en in steile bergachtige landschappen leven.

## Uiterlijke kenmerken
De Hartmanns bergzebra heeft een gewicht van 250 tot 350 kg en een schouderhoogte van ongeveer 1,5 m. De Hartmanns bergzebra heeft meer strepen dan de Kaapse bergzebra, maar ze zijn wel een stuk dunner. Ze worden ongeveer dertig jaar in gevangenschap.

## Voortplanting
De Hartmanns bergzebra is geen seizoensgebonden voortplanter aangezien veulens het hele jaar geboren kunnen worden, hoewel er een voorkeur is op het hoogtepunt van het regenseizoen. Merries veulenen voor de eerste keer op de leeftijd van drie jaar. Veulens wegen ongeveer 25 kg bij de geboorte. De draagtijd is ongeveer twaalf maanden. Veulens hebben een hoge overlevingskans, waarschijnlijk omdat de volwassenen in de kudde hen actief verdedigen tegen roofdieren. Hengsten worden seksueel actief als ze ongeveer drie jaar oud zijn.